# خلر بی‌برگ
خلر بی‌برگ (نام علمی: Lathyrus aphaca) نام یک گونه از سرده خلر است.